# Peregrine (maanlander)

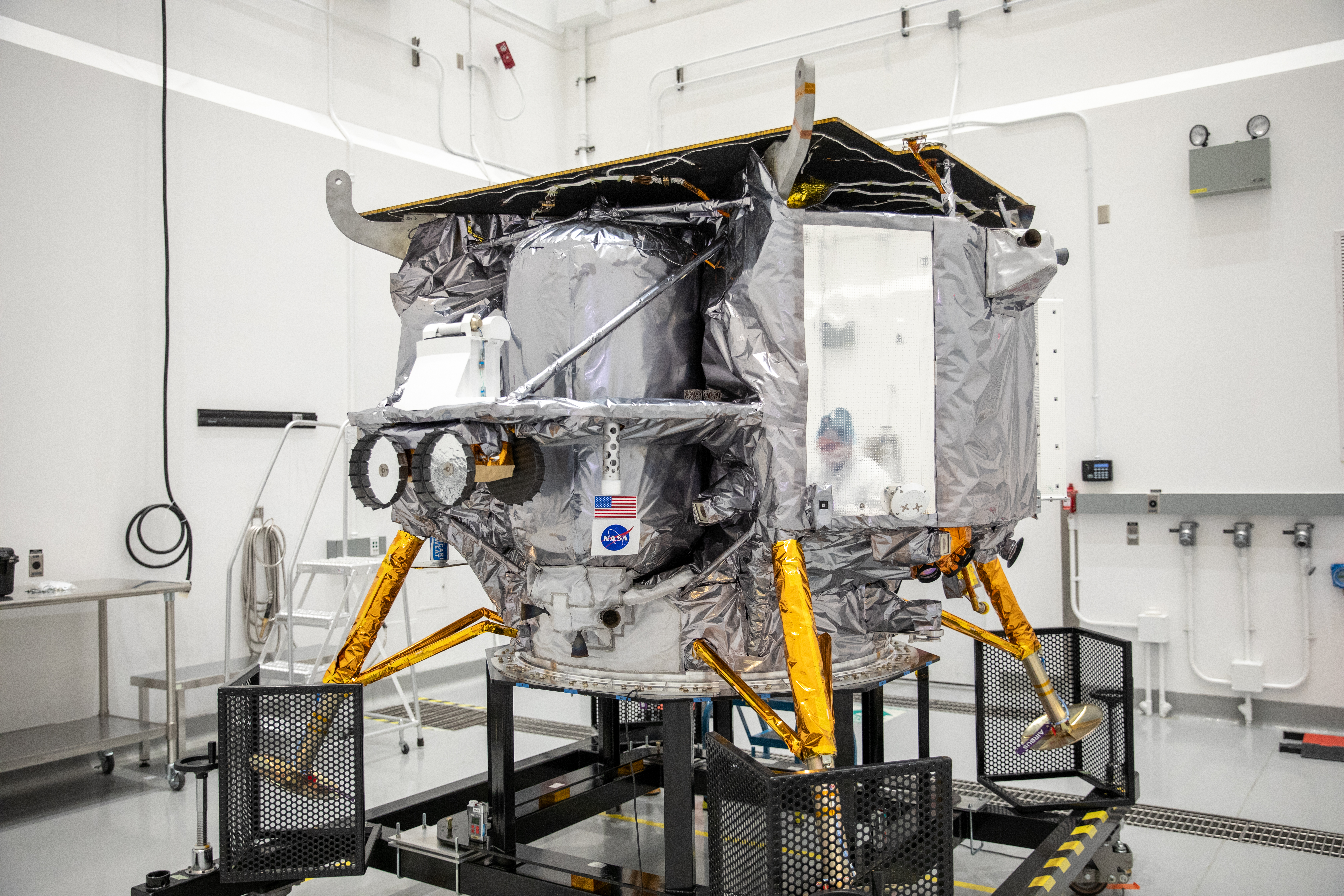
De eerste Peregrine vóór de lancering

Peregrine Lunar Lander, is een type maanlander gebouwd door Astrobotic Technology, geselecteerd als onderdeel van NASA's Commercial Lunar Payload Services (CLPS).
De lander is ontworpen om tot 90 kilogram vracht naar het maanoppervlak te vervoeren. Astrobotic heeft tevens een grotere vrachtlander genaamd Griffin in ontwikkeling die ook voor CLPS is geselecteerd.

## Peregrine Mission One
De eerste vlucht werd op 8 januari 2024 om 02.18 uur EST  gelanceerd door United Launch Alliance (ULA) aan boord van een Vulcan-Centaur-draagraket tijdens zijn eerste vlucht. Zeven uur na de lancering bleek er een probleem te zijn met de voortstuwing en brandstofverbruik waardoor een landing op de maan onmogelijk werd.
Het lukte de Peregrine niet om zich stabiel ten opzichte van de zon uit te lijnen. Hierdoor konden de zonnepanelen de accu onvoldoende bijladen waardoor deze in enkele uren dreigde leeg te raken. Ondertussen werd duidelijk dat de instabiliteit door een brandstoflek werd veroorzaakt. Met behulp van de stuwmotoren lukte het toch om enige stabiliteit te forceren. In de uren daarna kon de accu toch volledig worden geladen. Men verwacht deze stabiliteit zo’n 40 uur te kunnen volhouden.
Daarop werd het doel van een maanlanding losgelaten, maar wordt gepoogd de lander in die resterende uren zo dicht mogelijk langs de Maan te laten scheren, om zo meer ervaring met de systemen van dit nieuwe ruimtevaartuig op te doen en het nog maximaal haalbare uit de missie te halen.
Een dag later dacht Astrobotic de oorzaak te hebben gevonden in een heliumventiel dat na opening niet goed sloot. Hierdoor kwam er te veel helium, dat als drijfgas functioneert, in een oxidatortank met als gevolg dat de druk te hoog werd en die tank openscheurde. Deze theorie zal later in een diepgravender onderzoek nog moeten worden bevestigd om definitief als oorzaak te kunnen worden aangewezen. In de dagen daarna bleek het brandstofverbruik lager dan eerder ingeschat te liggen. Er lekte steeds minder weg. Hierdoor kon de missie enkele etmalen langer dan eerder verwacht doorgaan. Verschillende instrumenten aan boord van de lander werden gebruik om metingen in de ruimte tussen de Maan en de Aarde uit te voeren in plaats van op het maanoppervlak. Op 18 januari 2024 20:59 UTC brandde Peregrine 1 op in de aardatmosfeer boven de Stille Oceaan.
Op 27 augustus 2024 werd door Astrobotic bekend gemaakt dat de problemen met Peregrine werden veroorzaakt door een defecte regelklep die de heliumdruk regelde.